# تی‌اس‌اس ارنسلو
تی‌اس‌اس ارنسلو (به انگلیسی: TSS Earnslaw) یک کشتی بود که طول آن ۵۱٫۲ متر (۱۶۸ فوت) بود. این کشتی در سال ۱۹۱۲ ساخته شد.